# Christian August Brauneiser
Christian August Brauneiser  (født 24. oktober 1777 i Tønning, død 14. marts 1855) var en dansk rektor.
Han studerede fra 1796 teologi ved universitetet i Kiel, blev konrektor ved Haderslev Latinskole 1801, rektor sammesteds 1809. Han tog sin afsked 1848 og døde 14. marts 1855. Han var gift med S. Sørensen. Han har udgivet en række programmer, mest af pædagogisk indhold, og var fra 1819 i forening med pastor Jørgen Hjort Lautrup udgiver af bladet Lyna.